# Dolge Njive, Lenart
Dolge Njive este o localitate din comuna Lenart, Slovenia, cu o populație de 121 de locuitori.